# 胡定之
胡定之（？—？），宋朝政治人物。
胡定之曾于1065年接替袁晋材任华亭县知县一职，1068年由张若济接任。